# Dolicharthria phaeospilalis
Dolicharthria phaeospilalis là một loài bướm đêm trong họ Crambidae.